# June Lockhart
June Lockhart (Nova York, 25 de junho de 1925) é uma atriz norte-americana.
Filha dos atores Kathleen Lockhart e Gene Lockhart, estreou profissionalmente com a idade de oito anos no Metropolitan Opera, de Nova York. Sua estreia no cinema foi em 1938, no filme A Christmas Carol.
Seus principais trabalhos na televisão foram as séries Lassie e Perdidos no Espaço, na qual ela interpretou a personagem Maureen Robinson.
A atriz também participou de séries como A Feiticeira, como convidada especial no episódio "Um Toque Mágico", da 1ª temporada, em 1964.

## Filmografia

### Filmes
| Ano  | Filmes                                | Personagem               | Notas                                  |
| ---- | ------------------------------------- | ------------------------ | -------------------------------------- |
| 1938 | A Christmas Carol                     | Belinda Cratchit         |                                        |
| 1940 | All This, and Heaven Too              | Isabelle                 |                                        |
| 1941 | Adam Had Four Sons                    | Vance                    |                                        |
| 1941 | Sergeant York                         | Rosie York               |                                        |
| 1942 | Miss Annie Rooney                     | Stella Bainbridge        |                                        |
| 1943 | Forever and a Day                     | Girl in Air Raid Shelter | Título alternativo: The Changing World |
| 1944 | Meet Me in St. Louis                  | Lucille Ballard          |                                        |
| 1944 | The White Cliffs of Dover             | Betsy Kenney at Age 18   | não creditado                          |
| 1945 | Keep Your Powder Dry                  | Sarah Swanson            |                                        |
| 1945 | Son of Lassie                         | Priscilla                |                                        |
| 1946 | She-Wolf of London                    | Phyllis Allenby          |                                        |
| 1947 | Bury Me Dead                          | Barbara Carlin           |                                        |
| 1947 | It's a Joke, Son!                     | Marylou Claghorn         |                                        |
| 1947 | T-Men                                 | Mary Genaro              |                                        |
| 1957 | Time Limit                            | Mrs. Cargill             |                                        |
| 1982 | Butterfly                             | Mrs. Helen Gillespie     |                                        |
| 1982 | Aladdin and the Magic Lamp            | Aladdin's Mother         | Voz                                    |
| 1983 | Strange Invaders                      | Mrs. Bigelow             |                                        |
| 1986 | Troll                                 | Eunice St. Clair         |                                        |
| 1988 | Rented Lips                           | Archie's Mother          |                                        |
| 1989 | C.H.U.D. II: Bud the C.H.U.D.         | Gracie                   |                                        |
| 1989 | The Big Picture                       | Janet Kingsley           |                                        |
| 1991 | Dead Women in Lingerie                | Ma                       |                                        |
| 1994 | Sleep with Me                         | Caroline                 |                                        |
| 1994 | Tis the Season                        | Mrs. Livingston          |                                        |
| 1998 | Lost in Space                         | Principal Cartwright     |                                        |
| 1999 | Deterrence                            | Secretary of State Clift |                                        |
| 2000 | The Thundering 8th                    | Margaret Howard          |                                        |
| 2001 | One Night at McCool's                 | Bingo Player             | não creditado                          |
| 2009 | Wesley                                | Susanna Wesley           |                                        |
| 2009 | Super Capers                          | Mother                   |                                        |
| 2012 | Zombie Hamlet                         | Hester Beauchamps        |                                        |
| 2016 | The Remake                            | Irene O'Connor           |                                        |
| 2019 | Bongee Bear and the Kingdom of Rhythm | Mindy the Owl            |                                        |

### Televisão
| Ano       | Título                                      | Personagem              | Notas                       |
| --------- | ------------------------------------------- | ----------------------- | --------------------------- |
| 1949      | The Ford Theatre Hour                       | Amy March               | 1 episódio                  |
| 1956      | Science Fiction Theatre                     | Eve Patrick             | 1 episódio                  |
| 1957      | The Joseph Cotten Show                      | Julie Baggs             | 1 episódio                  |
| 1957      | The Kaiser Aluminum Hour                    | Verna                   | 1 episódio                  |
| 1957      | Have Gun – Will Travel                      | Dr. Phyllis Thackeray   | 2 episódios                 |
| 1958      | Shirley Temple's Storybook                  | Beauty's Sister         | 1 episódio                  |
| 1958      | Wagon Train                                 | Sarah Drummond          | 1 episódio                  |
| 1958      | Matinee Theater                             | Connie                  | 1 episódio                  |
| 1958      | Gunsmoke                                    | Beulah                  | 1 episódio                  |
| 1958      | Playhouse 90                                | Narrator                | 1 episódio                  |
| 1958–1964 | Lassie                                      | Ruth Martin             | 200 episódios               |
| 1959      | Rawhide                                     | Rainy Dawson            | 1 episódio                  |
| 1959      | General Electric Theater                    | Vera                    | 1 episódio                  |
| 1960      | Wagon Train                                 | Laura Bell              | 1 episódio                  |
| 1964      | Perry Mason                                 | Mona Stanton Harvey     | 1 episódio                  |
| 1964      | Bewitched                                   | Mrs. Burns              | 1 episódio                  |
| 1964      | Voyage to the Bottom of the Sea             | Dr. Ellen Bryce         | 1 episódio                  |
| 1964      | The Man from U.N.C.L.E.                     | Sarah Taub              | 1 episódio                  |
| 1965      | Branded                                     | Mrs. Sue Pritchett      | 1 episódio                  |
| 1965      | The Magic Locket                            | Miss Ina Coolbrith      | Episódio 44                 |
| 1965      | The Alfred Hitchcock Hour                   | Martha Hunter           | Episódio: "The Second Wife" |
| 1965      | Mr. Novak                                   | Mrs. Nelby              | Episódio: "Once a Clown"    |
| 1965–1968 | Lost in Space                               | Maureen Robinson        | 84 episódios                |
| 1968–1970 | Petticoat Junction                          | Dr. Janet Craig         | 45 episódios                |
| 1968      | Family Affair                               | Miss Evans              | 3 episódios                 |
| 1971      | The Man and the City                        | Ellen Lewis             | 1 episódio                  |
| 1974      | Marcus Welby, M.D.                          | Lila                    | 1 episódio                  |
| 1974      | Adam-12                                     | Mrs. Whitney            | 2 episódios                 |
| 1975      | Ellery Queen                                | Claudia Wentworth       | 1 episódio                  |
| 1975      | New Zoo Revue                               | Penelope Potter         | 1 episódio                  |
| 1976      | Happy Days                                  | Judge McKay             | 1 episódio                  |
| 1976      | Quincy, M.E.                                | Clara Rhoades           | 1 episódio                  |
| 1978      | The Hardy Boys/Nancy Drew Mysteries         | Mrs. Migley             | 1 episódio                  |
| 1981      | Vega$                                       | Dr. Michaels            | 1 episódio                  |
| 1981      | Magnum, P.I.                                | Diane Westmore Pauley   | 1 episódio                  |
| 1981      | Darkroom                                    | Margo Haskell           | 1 episódio                  |
| 1982      | Falcon Crest                                | Mara Wingate            | 1 episódio                  |
| 1982      | Knots Landing                               | Hilda Grant             | 1 episódio                  |
| 1981      | The Greatest American Hero                  | Alice Davidson          | 2 episódios                 |
| 1984      | Whiz Kids                                   | Mrs. Butterfield        | 1 episódio                  |
| 1984      | The Night They Saved Christmas              | Mrs. Claus              | 1 episódio                  |
| 1985      | Murder, She Wrote                           | Beryl Hayward           | 1 episódio                  |
| 1986      | The Colbys                                  | Dr. Sylvia Heywood      | 2 episódios                 |
| 1986      | Hotel                                       | Betty Archer            | 1 episódio                  |
| 1986      | Amazing Stories                             | Mildred                 | 1 episódio                  |
| 1987      | Pound Puppies                               | Aunt Millie             | 1 episódio                  |
| 1989      | The New Lassie                              | Mrs. Chadwick           | 1 episódio                  |
| 1991      | Full House                                  | Miss Wiltrout           | 2 episódios                 |
| 1992      | Danger Island                               | Kate                    | Filme para TV               |
| 1993      | The John Larroquette Show                   | John's mother           | 1 episódio                  |
| 1994      | The Mommies                                 | Bev – Barb's Mom        | 1 episódio                  |
| 1994      | Babylon 5                                   | Dr. Laura Rosen         | 1 episódio                  |
| 1994      | 'Tis The Season: A Hawaiian Christmas Story | Mrs. Livingston         | Filme para TV               |
| 1994      | The Ren & Stimpy Show                       | Dr. Brainchild's Mother | 1 episódio                  |
| 1995      | The Colony                                  | Mrs. Billingsley        | Filme para TV               |
| 1995      | Duckman                                     | Oppressed Wife          | 1 episódio                  |
| 1995      | Roseanne                                    | Leon's mother           | 1 episódio                  |
| 1995      | Out There                                   | Donna                   | Filme para TV               |
| 1996      | Step by Step                                | Helen Lambert           | 3 episódios                 |
| 1997      | 7th Heaven                                  | Veterinarian            | 1 episódio                  |
| 1997      | Beverly Hills, 90210                        | Celia Martin            | 4 episódios                 |
| 2001      | Au Pair II                                  | Grandma Nell Grayson    | Filme para TV               |
| 2002      | The Drew Carey Show                         | Misty Kiniski           | 2 episódios                 |
| 2003      | Andy Richter Controls the Universe          | Grandma Evelyn          | 1 episódio                  |
| 2004      | Complete Savages                            | Grammy Na-Na            | 2 episódios                 |
| 2004      | Las Vegas                                   | Grandma Deline          | 1 episódio                  |
| 2006      | Grey's Anatomy                              | Agnes                   | 1 episódio                  |
| 2006      | Cold Case                                   | Muriel Bartleby         | 1 episódio                  |
| 2007      | Holiday in Handcuffs                        | Grandma                 | Filme para TV               |